# Borsikafű
A borsikafű (Satureja hortensis) az árvacsalánfélék (Lamiaceae) családjába tartozó fűszernövény. Népies nevei: borsfű, bécsi rozmaring, csombor, csombord, csombort, csomborbors, hurkafű, kerti izsópfű, kerti méhfű, pereszlén. Az erdélyi konyha elterjedt fűszere.

## Származása
Már a 16. századi füvészkönyvek is említik mint fűszer- és gyógynövényt. Jellegzetes, borsra emlékeztető, fűszeres illatú és ízű növény. Kedvelt aromája miatt általánosan elterjedt. A bazsalikomhoz és a majoránnához hasonlóan morzsolt állapotban (Satureiae herba) kerül forgalomba, de zölden is használják.

## Termesztése
20–50 cm magas, erősen elágazó, fényigényes, szárazságot is tűrő, egyéves növény. Talaj- és termőhely- (-edény) -igénye a majoránnáéval egyező, de annál kevesebb öntözéssel is beéri.
Magját március végén, április elején trágyázás után, 1–2 cm mélyen, 25–30 cm sortávolságra vetjük közép kötött talajba. Sűrű kelés után 8–10 cm-re ritkítjuk, virágzás idején az alsó elágazásnál vágjuk, szárítás után lemorzsoljuk, rostáljuk. A bazsalikomhoz hasonlóan többször is vágható. Szárításhoz többnyire csokrokba kötik és tövével lefelé felakasztják.

## Felhasználása
Illóolajat (főként karvakrol), cseranyagot, nyálkát, keserű anyagot tartalmaz. A borsnál kevésbé erős, de érdekes aromája miatt kedvelt fűszer.
Íze, illata a borsra emlékeztet, ezért diétás ételek, saláták, fűszerezésére kiváló. Felhasználható burgonya-, káposzta-, gombás ételek, kolbászáruk, vadpácok, mártások, majonéz, ecetes és vizes uborka készítésekor. Mivel csökkenti a felfúvódást, előszeretettel ízesítenek vele babos ételeket.
Használatával vigyázni kell, mert erős aromája keserűvé teheti az ételt. Csak a főzés végén kell az ételhez keverni. A diétás főzésnél nagyon hasznos a feketebors pótlékaként. Gyomorerősítő, görcsoldó, étvágygerjesztő, bélféregirtó, felfúvódást gátló hatása van.

## Képek

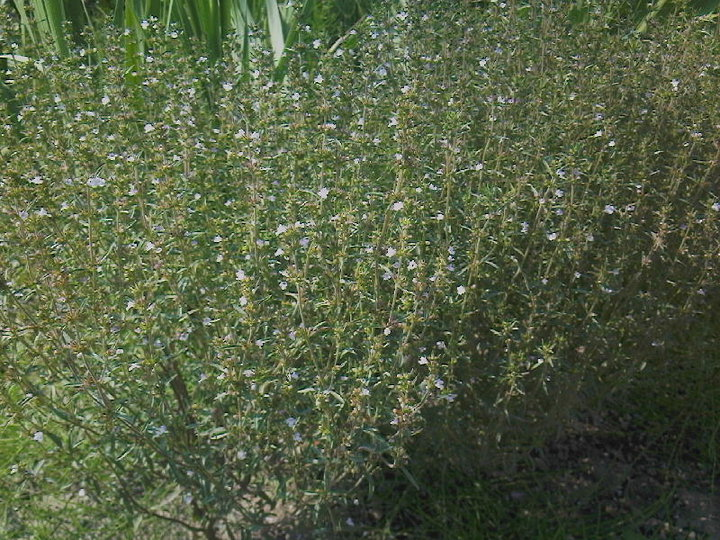
Virágzó borsikafű